# 黒川義和
黒川 義和（くろかわ よしかず、1919年 - ）は、性教育研究者。東京高等師範学校卒。大阪府科学教育センター学校教育研究室長。日本性教育協会理事、日本性教育アカデミー代表幹事。関西性教育相談所長。

## 著書
- 『思春期問答スライド』 自由国民社、1963
- 『中学生・高校生の愛と性への回答』 自由国民社、1964
- 『思春期の性と教育』 全日本社会教育連合会、1973
- 『思春期の性教育』 第三文明社 灯台ブックス　1980
- 『性教育学マニュアル』 東山書房、1997

### 共編著
- 『高校生の母親に 高校生は何を悩んでいるか』上田平雄共著、学生社、1963
- 『拝啓高校生諸君 現代高校生の晴れやかな生き方』上田平雄共著、1963、学生社新書
- 『教師のための性教育 教育・医学・社会の立場から』川畑愛義共編著、東山書房、1971
- 『性教育学 その体系化と実践をめざして』藤本巌,安井庸之助共著、明治図書出版、1971
- 『学校性教育 発達段階に即した指導法』木下栄造共編集、大修館書店、1978
- 『人間の性と教育』編著、一風社、1985
- 『成長する心とからだ 小学校中学年用性教育副読本 3〜4年』佐賀そおた共著、ぱすてる書房、1988
- 『たいせつなこころとからだ 小学校低学年用性教育副読本、1〜2ねん』佐賀そおた共著、ぱすてる書房、1988
- 『変化する心とからだ 小学校高学年用性教育副読本 5〜6年』佐賀そおた共著、ぱすてる書房、1988
- 『中学生の性教育ABC 親も先生もにげないで!』桑田敏一共編著、大阪教育図書、1989
- 『性 おとなになるあなたへ 思春期の悩みハンドブック』編著、日本学校保健研究所、1990
- 『ホップ・ステップ・青春 中学生と性』岩田渾一,藤本巌共著、ぱすてる書房、1992
- 『助産学大系 第2巻 第2版　人間の性・生殖』共著、日本看護協会出版会、1996
- 『性の問題行動』田能村祐麒,内山絢子共編著、開隆堂出版、2003、子どもをとりまく問題と教育

## 参考
- 『性の問題行動』著者紹介